# Polatuzumab vedotine
Polatuzumab vedotine (merknaam Polivy) is een cytostaticum gekoppeld aan een monoklonaal antilichaam gericht tegen CD79b. Het middel is ontwikkeld door Genentech en Roche.
Het middel wordt sinds 2020 ingezet tegen het diffuus grootcellig B-cellymfoom en folliculair lymfoom, en soms bij andere laaggradige lymfomen.

## Bijwerkingen
- Polyneuropathie: dove vingertoppen
- Hoofdpijn
- Pijn in de bovenbuik
- Veranderingen in het gedrag